# Bundestagswahlkreis Borken II
Der Wahlkreis Borken II (Wahlkreis 125; bis zur Bundestagswahl 2021 Wahlkreis 126) ist ein Bundestagswahlkreis in Nordrhein-Westfalen. Er umfasst die Gemeinden Bocholt, Borken, Gescher, Heiden, Isselburg, Raesfeld, Reken, Rhede, Stadtlohn, Südlohn, Velen und Vreden vom Kreis Borken. Der Wahlkreis gilt als CDU-Hochburg. Das Direktmandat wurde immer deutlich durch den CDU-Kandidaten gewonnen.

## Wahlkreisgeschichte
Der Wahlkreis Borken II existiert in seiner heutigen Form seit der Bundestagswahl 2002. Zuvor wurden Namen und Zuschnitt des Wahlkreises mehrfach geändert.
| Wahl      | Wahlkreisname               | Gebiet |
| --------- | --------------------------- | --- |
| 1949–1961 | 94 Borken – Bocholt – Ahaus | alter Kreis Borken, Kreis Ahaus, Stadt Bocholt |
| 1965–1976 | 92 Ahaus – Bocholt          | alter Kreis Borken, Kreis Ahaus, Stadt Bocholt |
| 1980–1987 | 96 Borken                   | Kreis Borken |
| 1990–1998 | 96 Borken II                | die Gemeinden Ahaus, Bocholt, Borken, Gescher, Gronau (Westf.), Heek, Isselburg, Legden, Rhede, Schöppingen, Stadtlohn, Südlohn, Velen und Vreden vom Kreis Borken |
| 2002–2009 | 127 Borken II               | die Gemeinden Bocholt, Borken, Gescher, Heiden, Isselburg, Raesfeld, Reken, Rhede, Stadtlohn, Südlohn, Velen und Vreden vom Kreis Borken                           |
| 2013–2021 | 126 Borken II               | die Gemeinden Bocholt, Borken, Gescher, Heiden, Isselburg, Raesfeld, Reken, Rhede, Stadtlohn, Südlohn, Velen und Vreden vom Kreis Borken                           |
| 2025–     | 125 Borken II               | die Gemeinden Bocholt, Borken, Gescher, Heiden, Isselburg, Raesfeld, Reken, Rhede, Stadtlohn, Südlohn, Velen und Vreden vom Kreis Borken                           |

## Wahlkreisabgeordnete
| Wahl | Abgeordneter | Abgeordneter         | Partei | Stimmen in % |
| ---- | ------------ | -------------------- | ------ | ------------ |
| 1949 |              | Theodor Blank        | CDU    | 41,8         |
| 1953 | 75,0         | Theodor Blank        | CDU    |              |
| 1957 | 74,2         | Theodor Blank        | CDU    |              |
| 1961 | 71,9         | Theodor Blank        | CDU    |              |
| 1965 | 71,2         | Theodor Blank        | CDU    |              |
| 1969 |              | Hermann Josef Unland | CDU    | 66,6         |
| 1972 | 64,0         | Hermann Josef Unland | CDU    |              |
| 1976 | 65,7         | Hermann Josef Unland | CDU    |              |
| 1980 | 60,8         | Hermann Josef Unland | CDU    |              |
| 1983 | 53,7         | Hermann Josef Unland | CDU    |              |
| 1987 | 45,6         | Hermann Josef Unland | CDU    |              |
| 1990 |              | Elke Wülfing         | CDU    | 59,1         |
| 1994 | 55,6         | Elke Wülfing         | CDU    |              |
| 1998 | 50,2         | Elke Wülfing         | CDU    |              |
| 2002 | 51,5         | Elke Wülfing         | CDU    |              |
| 2005 |              | Johannes Röring      | CDU    | 56,1         |
| 2009 | 54,2         | Johannes Röring      | CDU    |              |
| 2013 | 57,4         | Johannes Röring      | CDU    |              |
| 2017 | 52,3         | Johannes Röring      | CDU    |              |
| 2021 |              | Anne König           | CDU    | 43,7         |
| 2025 | 47,9         | Anne König           | CDU    |              |

## Wahlergebnisse

### Bundestagswahl 2025
| Kandidaten                                             | Kandidaten              | Parteien/Listen       | Erststimmen | Erststimmen | Zweitstimmen | Zweitstimmen |
| Kandidaten                                             | Kandidaten              | Parteien/Listen       | Stimmen     | %           | Stimmen      | %            |
| ------------------------------------------------------ | ----------------------- | --------------------- | ----------- | ----------- | ------------ | ------------ |
|                                                        | Nadine Heselhaus        | SPD                   | 33.511      | 19,6        | 29.836       | 17,4         |
|                                                        | Anne Königgewählt im WK | CDU                   | 82.000      | 47,9        | 72.745       | 42,4         |
|                                                        | Heinrich Josef Rülfing  | Bündnis 90/Die Grünen | 16.486      | 9,6         | 18.303       | 10,7         |
|                                                        | Karlheinz Busen         | FDP                   | 5.043       | 2,9         | 7.571        | 4,4          |
|                                                        | Michael Espendiller     | AfD                   | 22.179      | 12,9        | 22.829       | 13,3         |
|                                                        | Lif Greta Licht         | Die Linke             | 8.742       | 5,1         | 9.358        | 5,5          |
|                                                        | Hubert Weilinghoff      | Freie Wähler          | 3.362       | 2,0         | 1.352        | 0,8          |
|                                                        | –                       | Tierschutzpartei      | –           | –           | 1.684        | 1,0          |
|                                                        | –                       | dieBasis              | –           | –           | 312          | 0,2          |
|                                                        | –                       | Die PARTEI            | –           | –           | 780          | 0,5          |
|                                                        | –                       | Todenhöfer            | –           | –           | 195          | 0,1          |
|                                                        | –                       | Volt                  | –           | –           | 972          | 0,6          |
|                                                        | –                       | MLPD                  | –           | –           | 36           | 0,0          |
|                                                        | –                       | PdF                   | –           | –           | 346          | 0,2          |
|                                                        | –                       | Bündnis Deutschland   | –           | –           | 171          | 0,1          |
|                                                        | –                       | BSW                   | –           | –           | 5.065        | 3,0          |
|                                                        | –                       | MERA25                | –           | –           | 44           | 0,0          |
|                                                        | –                       | WerteUnion            | –           | –           | 80           | 0,0          |
| Gesamt                                                 | Gesamt                  | Gesamt                | 171.323     | 100         | 171.679      | 100          |
|                                                        |                         |                       |             |             |              |              |
| Ungültige Stimmen                                      | Ungültige Stimmen       | Ungültige Stimmen     | 1.175       | 0,7         | 819          | 0,5          |
| Wähler                                                 | Wähler                  | Wähler                | 172.498     | 85,8        | 172.498      | 85,8         |
| Wahlberechtigte                                        | Wahlberechtigte         | Wahlberechtigte       | 200.973     |             | 200.973      |              |
|                                                        |                         |                       |             |             |              |              |
| Quellen: Die Bundeswahlleiterin, Kandidaten – Ergebnis |                         |                       |             |             |              |              |

### Bundestagswahl 2021
| Kandidaten                                            | Kandidaten              | Parteien/Listen      | Erststimmen | Erststimmen | Zweitstimmen | Zweitstimmen |
| Kandidaten                                            | Kandidaten              | Parteien/Listen      | Stimmen     | %           | Stimmen      | %            |
| ----------------------------------------------------- | ----------------------- | -------------------- | ----------- | ----------- | ------------ | ------------ |
|                                                       | Anne Königgewählt im WK | CDU                  | 70.334      | 43,7        | 59.102       | 36,6         |
|                                                       | Nadine Heselhaus        | SPD                  | 40.851      | 25,4        | 42.303       | 26,2         |
|                                                       | Karlheinz Busen         | FDP                  | 13.404      | 8,3         | 19.081       | 11,8         |
|                                                       | Michael Espendiller     | AfD                  | 7.909       | 4,9         | 7.724        | 4,8          |
|                                                       | Bernhard Lammersmann    | GRÜNE                | 20.028      | 12,4        | 21.738       | 13,5         |
|                                                       | Michael Frieg           | DIE LINKE            | 3.928       | 2,4         | 3.914        | 2,4          |
|                                                       | Tobias Finke            | Die PARTEI           | 2.795       | 1,7         | 1.324        | 0,8          |
|                                                       | –                       | Tierschutzpartei     | –           | –           | 1.517        | 0,9          |
|                                                       | –                       | PIRATEN              | –           | –           | 486          | 0,3          |
|                                                       | Bastian Nitsche         | FREIE WÄHLER         | 1.650       | 1,0         | 1.056        | 0,7          |
|                                                       | –                       | NPD                  | –           | –           | 75           | 0,0          |
|                                                       | –                       | ÖDP                  | –           | –           | 116          | 0,1          |
|                                                       | –                       | V-Partei³            | –           | –           | 86           | 0,1          |
|                                                       | –                       | Gesundheitsforschung | –           | –           | 163          | 0,1          |
|                                                       | –                       | MLPD                 | –           | –           | 22           | 0,0          |
|                                                       | –                       | Die Humanisten       | –           | –           | 78           | 0,0          |
|                                                       | –                       | DKP                  | –           | –           | 27           | 0,0          |
|                                                       | –                       | SGP                  | –           | –           | 9            | 0,0          |
|                                                       | –                       | dieBasis             | –           | –           | 1.219        | 0,8          |
|                                                       | –                       | Bündnis C            | –           | –           | 68           | 0,0          |
|                                                       | –                       | du.                  | –           | –           | 69           | 0,0          |
|                                                       | –                       | LIEBE                | –           | –           | 176          | 0,1          |
|                                                       | –                       | LKR                  | –           | –           | 31           | 0,0          |
|                                                       | –                       | PdF                  | –           | –           | 45           | 0,0          |
|                                                       | –                       | LfK                  | –           | –           | 140          | 0,1          |
|                                                       | –                       | Team Todenhöfer      | –           | –           | 396          | 0,2          |
|                                                       | –                       | Volt                 | –           | –           | 311          | 0,2          |
| Gesamt                                                | Gesamt                  | Gesamt               | 160.899     | 100         | 161.276      | 100          |
|                                                       |                         |                      |             |             |              |              |
| Ungültige Stimmen                                     | Ungültige Stimmen       | Ungültige Stimmen    | 1.260       | 0,8         | 883          | 0,5          |
| Wähler                                                | Wähler                  | Wähler               | 162.159     | 80,6        | 162.159      | 80,6         |
| Wahlberechtigte                                       | Wahlberechtigte         | Wahlberechtigte      | 201.103     |             | 201.103      |              |
|                                                       |                         |                      |             |             |              |              |
| Quellen: Die Bundeswahlleiterin, Kandidaten – Stimmen |                         |                      |             |             |              |              |

### Bundestagswahl 2017
Die Bundestagswahl 2017 führte im Wahlkreis Borken II am 24. September 2017 zu folgendem Ergebnis:
| Direktkandidat  | Partei                | Erststimmen in % | Zweitstimmen in % |
| --------------- | --------------------- | ---------------- | ----------------- |
| Johannes Röring | CDU                   | 52,3             | 47,0              |
| Ursula Schulte  | SPD                   | 25,3             | 21,5              |
| Karlheinz Busen | FDP                   | 9,1              | 13,1              |
| Holger Lordieck | Bündnis 90/Die Grünen | 6,7              | 5,9               |
| Rolf Kohn       | Die Linke             | 4,5              | 4,2               |
|                 | Sonstige              | 2,0              | 2,3               |

Als direkt gewählter Abgeordneter des Wahlkreises Borken II zog Johannes Röring in den Bundestag ein. Ursula Schulte erhielt wie 2013 ein Abgeordnetenmandat über die Landesliste NRW der SPD. Erstmals in den Bundestag wurde zudem Karlheinz Busen gewählt, dessen Listenplatz ihm ein Mandat über die Landesliste NRW der FDP verschaffte. Insgesamt war der Wahlkreis Borken II somit mit drei Abgeordneten im 19. Deutschen Bundestag vertreten.

### Bundestagswahl 2013
| Direktkandidat     | Partei                | Erststimmen in % | Zweitstimmen in % |
| ------------------ | --------------------- | ---------------- | ----------------- |
| Johannes Röring    | CDU                   | 57,4             | 53,5              |
| Ursula Schulte     | SPD                   | 27,1             | 25,5              |
| Kevin Schneider    | FDP                   | 2,3              | 5,3               |
| Frank Büning       | Bündnis 90/Die Grünen | 6,4              | 6,1               |
| Heidi Breuer       | Die Linke             | 3,0              | 3,6               |
| Siegfried Kerkhoff | PIRATEN               | 2,0              | 1,6               |
| Alfred Heitmann    | AfD                   | 1,9              | 2,7               |
|                    | Sonstige              | -                | 1,6               |

### Bundestagswahl 2009
| Direktkandidat     | Partei                | Erststimmen in % | Zweitstimmen in % | Bundestagswahl 2005 Zweitstimmen in % |
| ------------------ | --------------------- | ---------------- | ----------------- | ------------------------------------- |
| Christoph Pries    | SPD                   | 25,5             | 22,1              | 30,7                                  |
| Johannes Röring    | CDU                   | 54,2             | 45,8              | 49,7                                  |
| Winfried Polch     | FDP                   | 8,6              | 16,5              | 10,0                                  |
| Ludwig Artmeyer    | Bündnis 90/Die Grünen | 6,6              | 7,4               | 5,1                                   |
| Martin Rath        | Die Linke.            | 4,4              | 4,9               | 3,1                                   |
| –                  | REP                   | –                | 0,1               | 0,2                                   |
| –                  | Die Tierschutzpartei  | –                | 0,4               | 0,3                                   |
| Sascha Andre Maier | NPD                   | 0,7              | 0,5               | 0,5                                   |
| –                  | Familie               | –                | 0,4               | 0,4                                   |
| –                  | PIRATEN               | –                | 1,2               | -                                     |
| –                  | RENTNER               | –                | 0,2               | -                                     |
| –                  | Zentrum               | –                | 0,1               | 0,0                                   |
| –                  | BüSo                  | –                | 0,0               | 0,0                                   |
| –                  | Volksabstimmung       | –                | 0,0               | 0,1                                   |
| –                  | MLPD                  | –                | 0,0               | 0,0                                   |
| –                  | PSG                   | –                | 0,0               | 0,0                                   |
| –                  | RRP                   | –                | 0,1               | -                                     |
| –                  | ödP                   | –                | 0,1               | -                                     |